# Eupsilia ochrea
Eupsilia ochrea är en fjärilsart som beskrevs av Lenz. Eupsilia ochrea ingår i släktet Eupsilia och familjen nattflyn. Inga underarter finns listade i Catalogue of Life.